# Sanjeong-dong
Sanjeong-dong (koreanska: 산정동) är en stadsdel i kommunen Mokpo i provinsen Södra Jeolla i den sydvästra delen av Sydkorea, 310 km söder om huvudstaden Seoul.